# Straßenreinigung

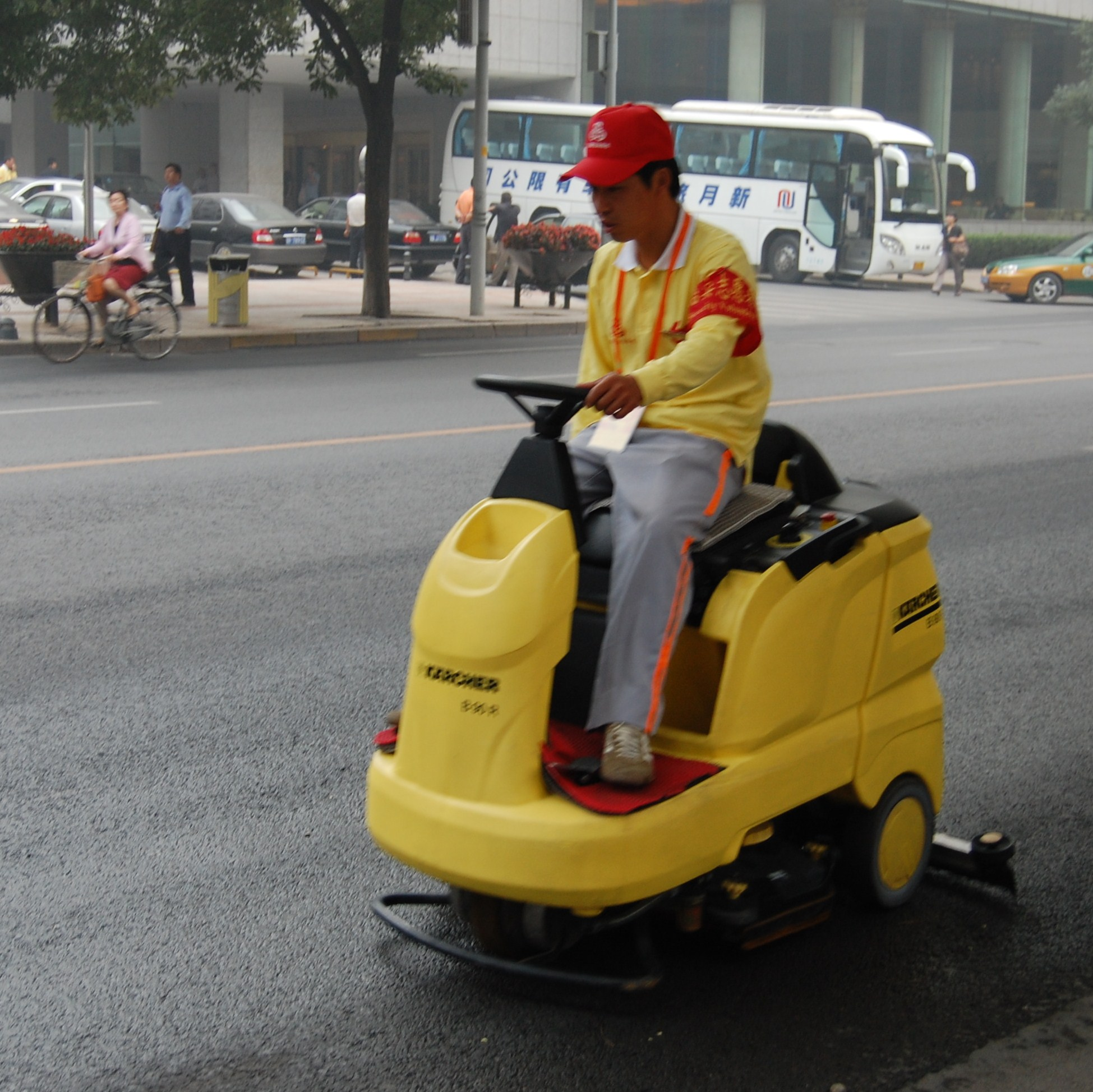
Straßenreinigung in Peking

Die Straßenreinigung oder Verkehrsflächenreinigung dient der Sauberhaltung und Gewährleistung der Befahrbarkeit sowie Begehbarkeit des Verkehrswegenetzes von Städten und Kommunen.
Die traditionelle Reinigung durch Straßenfeger ohne Fahrzeug, nur mit Kehrschaufel, Besen und rollbarer Mülltonne, ist kaum noch anzutreffen; vielmehr werden meist Kehrmaschinen oder auch (Klein-)Lastwagen eingesetzt. In Großstädten mit Gesamtwegelängen von über 1000 km müssen immerhin pro Jahr etliche Tausend Tonnen Kehricht beseitigt werden.
Neben dem allgegenwärtigen Staub (z. B. durch Rußablagerung und Reifenabrieb, aber auch durch Gesteinsstaub, Blütenstaub, Faserstaub, Hautschuppen, Pilzsporen und sonstiger Abrieb) fallen vor allem alle Arten von unsachgemäß entsorgtem Hausmüll an. Daneben stellen der Laubfall, Schnee und der Rollsplitt nach Wintereinsätzen und schließlich auch Hundekot und Ölverschmutzungen die größten Probleme der Wegeverschmutzung dar. Des Weiteren muss gewährleistet werden, dass kein unkontrollierter Pflanzenwuchs die Fahrbahndecke schädigt.
Straßen werden oft je nach Verkehrsaufkommen, Art der Straße, der Bebauung und der Verschmutzung in Reinigungsklassen eingestuft.
Beim Kehren mit Kehrmaschinen wird der Straßenschmutz oft mit Wasser besprüht, um den Staub zu binden und sein Aufwirbeln zu vermeiden. In manchen Städten, wie zum Beispiel Paris, wird sogar an bestimmten Orten vollständig nass gereinigt, indem der Nicht-Grobmüll mittels Wasserstrahl in die Kanalisation gespült wird.

## Historisches

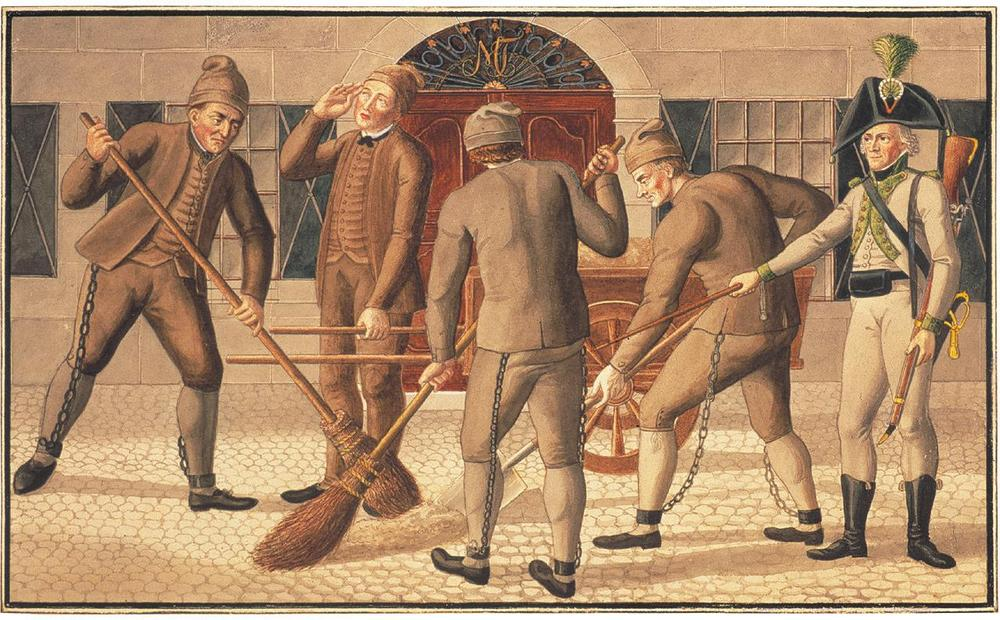
Strafgefangene bei der Straßenreinigung (um 1825)

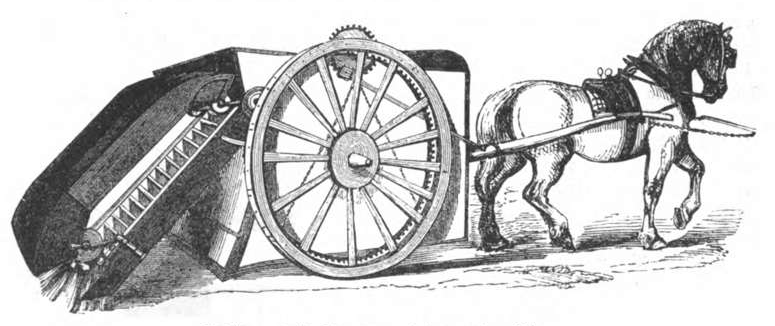
Straßenreinigungsmaschine von Joseph Whitworth (1843)

Waren die frühen Straßenreinigungen reine Handarbeit, ging man schon im 19. Jahrhundert mit Hilfe von Kehrmaschinen gegen den Kehricht vor und sparte auf diese Weise eine Menge Kosten für die größeren Stadtverwaltungen. Zum Abziehen des Schmutzes von Chausseen waren besondere Abziehmaschinen im Einsatz, bei denen schmale, durch Federn auf die Straßendecke gedrückte Schabeisen den festeren Schmutz sammeln und seitlich von der Maschine als Streifen ablagerten. Asphaltstraßen bedürfen einer besonderen Reinigung, da sie bei feuchter Witterung eine Schmierschicht bilden, die für Pferde und Fußgänger gefährlich werden konnte. Diese Straßen wurden nach vorheriger Besprengung mit Wasser – meist durch Sprengwagen ausgeführt – mittels Gummibesen sauber abgewischt.
Durch den Zusatz von Öl oder Teer konnte später die Bildung von Staub erfolgreich vermindert werden. In den USA verwendete man das dort billige Rohpetroleum. In Europa wurde seit 1902 das nach dem französischen Ingenieur Guglielminetti angegebene Verfahren mit erhitztem Teer angewandt, der eine mehrere Monate haltbare, die Chaussierung festigende Straßendecke bildet.

## Besonderheit: Paris
Eine besondere Art der Straßenreinigung wird in Paris durchgeführt: Die Stadt verfügt neben dem Trinkwassernetz über ein zweites Wassernetz mit nicht trinkbarem Wasser, das neben der Bewässerung von Parks u. a. auch zur Straßenreinigung verwendet wird. Das Netz von 1700 km Länge führt an den Rinnsteinen der Straßen entlang. Durch Öffnen der im Bordstein eingelassenen "bouches de lavage" (Reinigungsmünder) lässt sich dieses Wasser auf die Straße spülen, weshalb man in Paris auch an trockenen Tagen häufig Wasser im Rinnstein entlang fließen sieht. Das Wasser stammt aus dem Canal d'Ourcq und der Seine, wird in drei Aufbereitungsanlagen gefiltert und anschließend bis zur Verwendung in sieben über Paris verteilten Behältern gesammelt. Bei der Straßenreinigung werden die Wasserstellen geöffnet, das Wasser fließt zum nächsten tiefer gelegenen Gulli und nimmt Dreck wie z. B. Zigarettenkippen mit. Der Dreck wird dann am Gulli aufgefangen oder weggespült.

## Straßenreinigungsgebühren
Die Gemeinden in Deutschland erheben von den Bürgern auch auf gesetzlicher Grundlage je nach Gebührenordnung unterschiedliche Beträge für die Kosten der Straßenreinigung. In der Regel allerdings ausschließlich zur Reinigung der Fahrbahnen. Die Anlieger sind hingegen verpflichtet, die an ihr Grundstück grenzende Straße zu reinigen. Für die Höhe der Straßenreinigungsgebühr eines angrenzenden Grundstücks ist die Frontlänge des Grundstücks und die Reinigungsklasse (Reinigungsintervalle) entscheidend, aber nicht die tatsächliche Länge des Grundstücks an der betreffenden Straße. Die Frontlänge eines Grundstückes darf sachgerecht abgewandelt werden, um Ungerechtigkeiten zu vermeiden. Bei Wohn- und Teileigentum ergeht ein gesonderter Bescheid an den Hausverwalter als Vertreter der Eigentümergemeinschaft.
Kommt eine Gemeinde der Reinigungspflicht nicht nach, so können nach einem Urteil des Oberverwaltungsgerichts Münster (Az. 2 A 2018/80), die Anwohner anteilige Beträge der Straßengebühren zurückfordern.